# Кирил Вапорджиев
Кирил Стефанов Вапорджиев е български виолончелист и музикален педагог.

## Биография
Роден е в Габрово на 20 май 1906 г. Негови по-големи братя са виолончелистът Веселин Вапорджиев и контрабасистът Асен Вапорджиев. През 1928 г. е сред основателите на Академичния симфоничен оркестър. През 1933 г. завършва Държавната музикална академия, специалност виолончело при Иван Цибулка. От 1948 до 1949 г. специализира в Консерваторията в Прага. В периода 1945 – 1971 г. е концертмайстор в Софийската филхармония. Почива на 20 ноември 1987 г.